# 波多翠蜂鸟
，是雨燕目蜂鸟科的一种鸟类。
波多翠蜂鸟体重约3.1克，翼长约46毫米，嘴峰长约17.4毫米，喙宽度约1.8毫米，喙厚度约1.8毫米，跗蹠长约4.3毫米，尾长约27.8毫米。波多翠蜂鸟在其分布区内为留鸟，其栖息在密集的高大树木组成的森林中，食性为草食性，主要食物来源是植物的花蜜。
波多翠蜂鸟分布于波多黎各的山地森林中。该物种是单型物种，没有亚种分化。